# Новотёпловский сельсовет
Новотёпловский сельсовет — муниципальное образование в Бузулукском районе Оренбургской области.
Административный центр — село Новая Тёпловка.

## Административное устройство
В состав сельского поселения входят 3 населённых пункта:
- село Новая Тёпловка,
- село Старая Тёпловка,
- посёлок Гремучий.

## Достопримечательности
- Памятник погибшим воинам в с. Новая Тёпловка.
- Памятник погибшим воинам в с. Старая Тёпловка.